# Tesnoba
Tesnoba, anksioznost ali bojazen je občutje negotovosti, pričakovanja česa neugodnega, brez stvarnega zunanjega razloga, spremljano z vegetativnimi pojavi (npr. pospešen srčni utrip in pospešeno dihanje, drhtenje).
Anksiozne motnje so pogoste psihiatrične motnje. Mnogo pacientov s temi motnjami izkuša fizične simptome, povezane z anksioznostjo, zato obiščejo svojega osebnega zdravnika. Kljub visoki prevalenci so pogosto neprepoznana in nezdravljena klinična težava.
Te motnje povzroča interakcija biopsihosocialnih dejavnikov, vključno z genetsko dovzetnostjo, ki v določenih razmerah, pod izpostavljenostjo stresu ali po travmi, proizvedejo klinično prepoznavne sindrome. Simptomi se razlikujejo pri specifičnih anksioznih motnjah.
Zdravljenje navadno sestavljajo zdravila in/ali psihoterapija.

## Klasifikacija
Za klasifikacijo glej Mednarodno klasifikacijo bolezni.

## Klinična slika
To motnjo označujeta prekomerna tesnoba in zaskrbljenost, pri čemer je slednjo težko nadzorovati. Povezani sta z vsaj tremi od naslednjih simptomov:
- nemir, vznemirjenost ali zaskrbljenost,
- hitra utrudljivost,
- težave s koncentracijo ali ''black-out'',
- razdražljivost,
- mišična napetost,
- motnje spanja.

Čeprav niso diagnostični znak, so samomorilna nagnjenja in samomor povezani z generalizirano anksiozno motnjo.

## Anatomija
Amigdala je pomembna v oblikovanju strahu in anksioznosti. Bolniki z anksioznimi motnjami pogosto kažejo povišan odgovor amigdale na anksiozni namig. Amigdala in druge strukture limbičnega sistema so povezane s prefrontalnim korteksom. Prekomerni odgovor amigdale je lahko povezan z znižanim vzdražnostim pragom, ko odgovarja na zaznane grožnje. Nenormalnosti v prefrontalno-limbični aktivaciji se lahko popravijo s psihološkimi ali famakološkimi ukrepi.

## Patofiziologija
V osrednjem živčnem sistemu so glavni posredniki simptomov anksioznih motenj noradrenalin, serotonin, dopamin in GABA. Morda so vpleteni tudi drugi živčni prenašalci in peptidi, kot je CRH. Periferni avtonomni živčni sistem, posebno simpatično živčevje, posreduje pri mnogih simptomih.
Pozitronska emisijska tomografija (PET) je pokazala povečan pretok v desnem parahipokampalnem področju in zmanjšano vezavo na serotoninski receptor tipa 1A v sprednjem in zadnjem cingulatnem področju in jedru rafe.
MRI je pokazal manjši senčni reženj kljub normalni hipokampalni prostornini pri teh bolnikih.
V likvorju so našli zvišane vrednosti oreksina (hipokretina), ki je pomemben pri patogenezi panike pri podganah.

## Etiologija
Anksioznost je lahko posledica znanega ali neprepoznanega medicinskega stanja. Pogosto otežijo diagnozo s snovmi povzročene anksioznosti (zdravila brez recepta, rastlinski izvlečki, mamila).
Genetski dejavniki zelo povečajo tveganje za mnoge anksioznostne motnje. Okoljski dejavniki, kot je psihična travma v zgodnjem otroštvu, lahko prispevajo k tveganju za kasnejše motnje. Interakcija med geni in okoljem je zelo pomembna. Nekateri posamezniki se zdijo odporni proti stresu, drugi so zanj zelo dovzetni. Slednje najavlja anskiozno motnjo.
Večina teh motenj je funkcionalnih psihiatričnih motenj. Psihološke teorije razlagajo anksioznost kot premik znotrajpsihičnega konflikta (psihodinamični modeli) ali kot pogojevano (naučeno) paradigmo (kognitivno-vedenjski modeli). Mnoge teh teorij zajemajo vstopna mesta motnje.
- Psihodinamična teorija razlaga anksioznost kot konflikt med idom in egom. Zatiranje agresivnih in impulzivnih teženj je lahko rezultat tega, da so bile izkušene kot nesprejemljive. Te zavrte težnje se lahko prebijejo skozi zatiranje, kar povzroči avtomatsko anksioznost. Zdravljenje uporablja raziskovanje. Cilj je razumeti osnovni konflikt.
- Kognitivna teorija razlaga anksioznost kot težnjo precenjevanja morebitne nevarnosti. Bolniki z anksiozno motnjo težijo k temu, da si predstavljajo najslabši možni potek. Izogibajo se okoliščin, za katere mislijo, da so nevarne, kot so npr. gneča, višina, pa tudi socialni stiki.[2]

## Zdravljenje
Zdravljenje navadno sestavljajo zdravila in/ali psihoterapija.

### Psihoterapija
Vedenjska terapija in kognitivno-vedenjska terapija imata dokazano učinkovitost.
Odločanje o primernem zdravljenju ali kombinaciji zdravljenj temelji na intervjuju in oceni bolnikovih ciljev in ravni patologije. Izid zdravljenja določa več dejavnikov, vključno z:
- resnostjo diagnoze,
- ravnjo delovanja pred nastopom simptomov,
- stopnjo motivacije za zdravljenje,
- stopnjo podpore (družina, prijatelji, na delu, v šoli),
- sposobnostjo sprejeti režim jemanja zdravil/psihoterapije.[2]

### Zdravila
Za zdravljenje se uporabljajo antidepresivi. Novejša zdravila, kot so zaviralci ponovnega privzema serotonina, so boljši kot starejši triciklični antidepresivi, saj so varnejši in lažji za uporabo. Starejši antidepresivi, kot so triciklični antidepresivi ali zaviralci monoaminske oksidaze, so učinkoviti pri zdravljenju nekaterih aksioznih motenj.
Kvetiapin in risperidon sta učinkovita v kombinaciji z antidepresivi.
Vsa zdravila imajo neželene stranske učinke.

## Socialna anksioznost
Socialna anksioznost je ena izmed bolj pogostih duševnih motenj. Je neprestano občutenje strahu v socialnih interakcijah. Socialno anksiozni posamezniki občutijo strah predvsem v situacijah, kjer so izpostavljeni neznanim ljudem in njihovemu ocenjevanju. Watson in Friend (1996) pravita, da je socialna anksioznost izogibanje stika z drugimi brez pravega razloga. Socialna anksioznost zajema različne socialne strahove. Razdelimo jih lahko v dve skupini. Prva so strahovi pred socialnimi interakcijami, druga pa strahovi pred javnim nastopanjem. Tako strahovi pred socialnimi interakcijami kot strahovi pred javnim nastopanjem povzročijo izogibanje situacij, v katerih se pojavljajo. V raziskavah je bilo ugotovljeno, da je najpogostejša oblika socialnega strahu strah pred javnim govorjenjem. Na razvoj socialne anksioznosti močno vpliva družina. Pojavljanje anksioznosti, depresije ali kakšne druge duševne bolezni pri starših pomeni višjo stopnjo tveganja za razvoj socialne anksioznosti pri otrocih . V okviru raziskave, ki so jo izvedli Schneier idr. (2011) , je bilo ugotovljeno, da socialno anksiozni posamezniki pogosteje občutijo strah pred vzpostavitvijo očesnega stika. Kljub temu pa namenjajo veliko pozornosti predelu oči na obrazih drugih ljudi. Prav tako so Dios idr.(2010)  ugotovili, da se socialno anksiozni ljudje večinoma bolj bojijo posmeha.